# Droga wojewódzka 548
Die Droga wojewódzka 548 (DW 548) ist eine 91 Kilometer lange Droga wojewódzka (Woiwodschaftsstraße) in der polnischen Woiwodschaft Kujawien-Pommern, die Stolno mit Pląchoty verbindet. Die Strecke liegt im Powiat Chełmiński, im Powiat Wąbrzeski, im Powiat Brodnicki und im Powiat Golubsko-Dobrzyński.

## Streckenverlauf
Woiwodschaft Kujawien-Pommern, Powiat Chełmiński
-  Stolno (Stollno) (S 5, DK 91)
- Cepno (Cepno, Zöppen)
- Kamlarki (Kamlarken)
- Krusin (Kruschin)
-  Lisewo (Lissewo) (A 1)

Woiwodschaft Kujawien-Pommern, Powiat Wąbrzeski
- Józefkowo
- Płużnica (Plusnitz)
- Trzcianek
- Cymbark
-  Wąbrzeźno (Briesen, Friedeck) (DW 534, DW 551)
- Wałycz
-  Niedźwiedź (Bahrendorf) (DW 534)
- Dębowa Łąka (Dembowalonka)
- Fryzanowo

Woiwodschaft Kujawien-Pommern, Powiat Brodnicki
- Grabowiec (Buchenhagen)

Woiwodschaft Kujawien-Pommern, Powiat Golubsko-Dobrzyński
-  Pląchoty (Friedeck) (DK 15)